# エドウィン・スミス

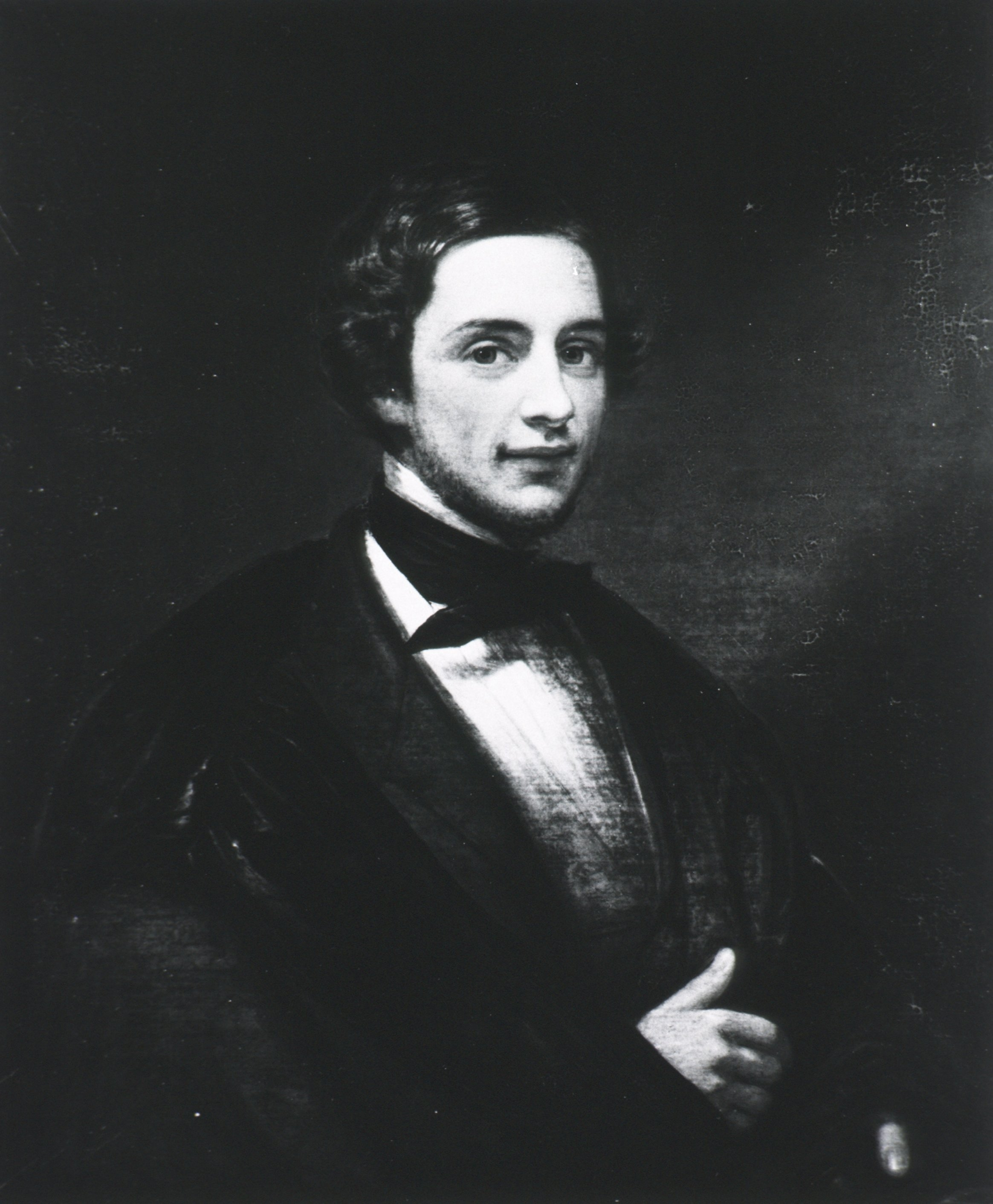
エドウィン・スミス

エドウィン・スミス（1822年4月27日-1906年、Edwin Smith）は、アメリカ合衆国の貿易商、古物コレクターであり、古代エジプトの医学パピルスであるエドウィン・スミス・パピルスに名前を残している。
エドウィン・スミスは、コネチカット州ブリッジポートで生まれ、19世紀後半にエジプトに住んだ。1862年には、1873年にゲオルグ・エーベルスに売却されて1975年に公開され、現在はエーベルス・パピルスとして知られる医学パピルスを一時保有していたことがある。
同じ1862年に、彼は自分の名前が付けられることになるパピルスをルクソールでMustapha Agaと呼ばれるディーラーから購入した。ヒエラティックに関するスミスの知識ではパピルスを翻訳できなかったが、Dr. Arno B. Luckhardtの援助を受けたジェームス・ヘンリー・ブレステッド(James Henry Breasted)によって解読され、1930年に訳が出版された。
エドウィン・スミスは1906年に死去した。